# .ro
.ro je vrhovna internetska domena (country code top-level domain - ccTLD) za Rumunjsku. Domenom upravlja RNC.

## Vanjske poveznice
- IANA .ro whois informacija  Arhivirana inačica izvorne stranice od 4. srpnja 2008. (Wayback Machine)